# Haven van Harlingen

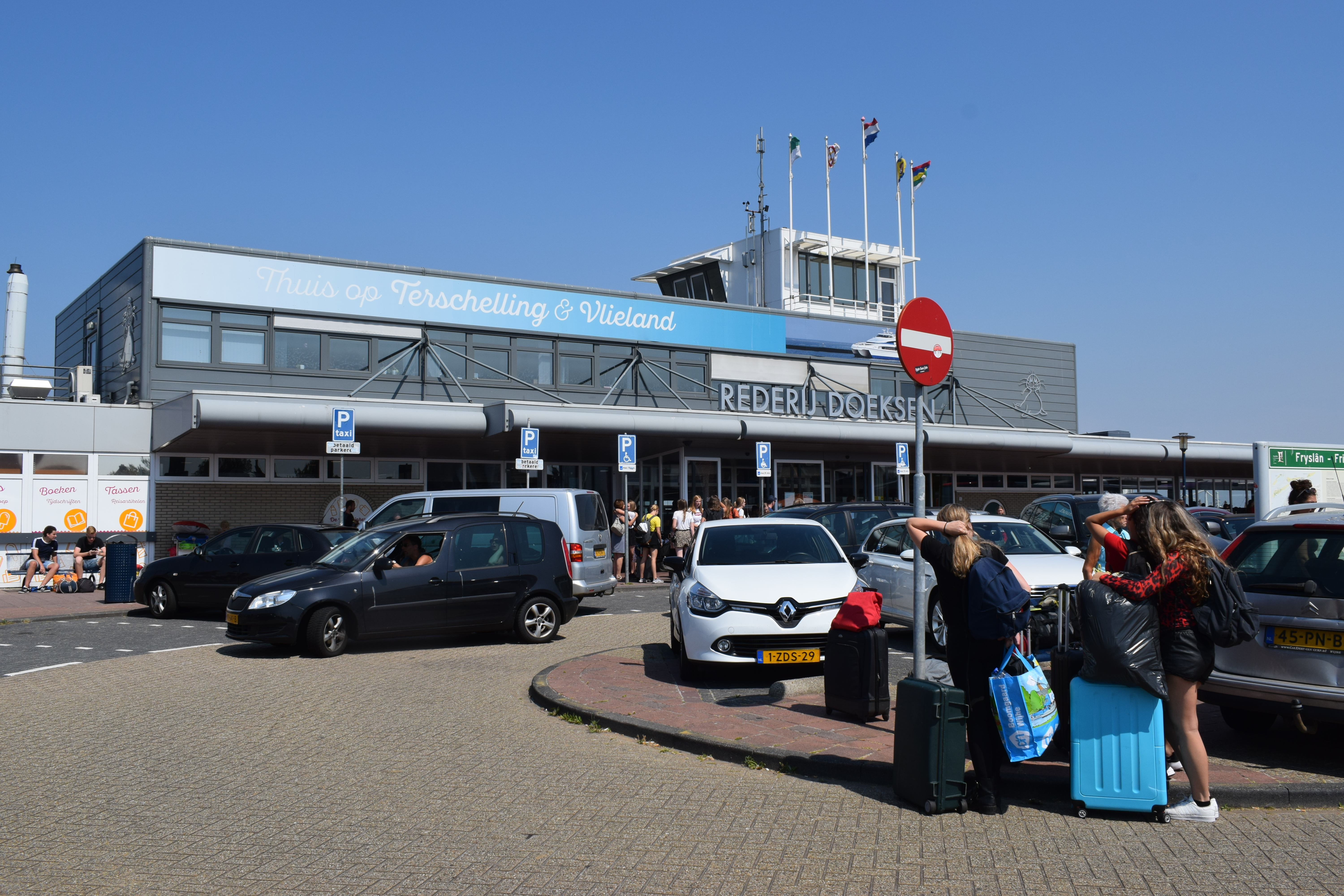
Veerterminal Harlingen

De haven van Harlingen is de belangrijkste haven van Friesland. De zeehaven is gelegen aan de Waddenzee.

## Geschiedenis
- In 1543 en 1565 breidde men uit in noordelijke richting, zodat de Noorderhaven een binnenhaven werd.
- In 1644 kwam de Friese Admiraliteit van Dokkum naar Harlingen. De Zuiderhaven kreeg het karakter van marinehaven.
- In 1877 opent prins Hendrik als plaatsvervanger van koning Willem III de Nieuwe Willemshaven.

## Havens
- Industriehaven en Nieuwe Industriehaven. Harlingen Seaport. In Noord-Nederland heeft het concurrentie van de haven van Delfzijl.
- Nieuwe Vissershaven. De Urker vissers hebben Harlingen als tweede thuishaven. Visafslag Insula.
- Oostpoort, havengebied oostzijde Harlingen aan het Van Harinxmakanaal.
- Noorderhaven, recreatiehaven en binnenhaven, met de Grote Sluis
- Zuiderhaven, recreatiehaven en binnenhaven
- Plankenpad (oude Buitenhaven)
- Dokje (oude Willemshaven)
- Nieuwe Willemshaven
- Vluchthaven

## Havendienst
De havendienst was lang onderdeel van de gemeente Harlingen. Per 2018 werd de dienst verzelfstandigd. Het bedrijf Port of Harlingen is sindsdien verantwoordelijk voor economische ontwikkeling, beheer, onderhoud en exploitatie van de havens van Harlingen.  

## Verbindingen
- De binnenvaart heeft via de Tsjerk Hiddessluizen naar het Van Harinxmakanaal verbinding met de rest van Friesland;
- De havens van Harlingen zijn per trein te bereiken vanaf Station Harlingen Haven;
- Bij de Veerterminal Harlingen worden er door Rederij Doeksen veerdiensten onderhouden naar Vlieland en Terschelling;
- Vanuit de Industriehaven wordt er door Rederij Doeksen op werkdagen een veerdienst voor vrachtverkeer onderhouden naar Terschelling met het schip Noord Nederland.

## Schepen
- Zeeschepen, binnenvaartschepen.
- Veerboten
- Bruine vloot.
- Zeegaande politieboot, een douanevaartuig en twee KNRM-reddingsboten.
- Recreatie

## Evenementen
- Harlinger Visserijdagen
- Tall Ships' Races 2014, 2018 en 2022
- Harlingen-Terschelling Roeirace
- The Passion 2023